# كليفورد فورد
كليفورد فورد هو صحفي الموسيقى وملحن كندي، ولد في 30 مايو 1947.

## وصلات خارجية
- كليفورد فورد على موقع ميوزك برينز (الإنجليزية)
- كليفورد فورد على موقع ديسكوغز (الإنجليزية)